# إطار رقمي

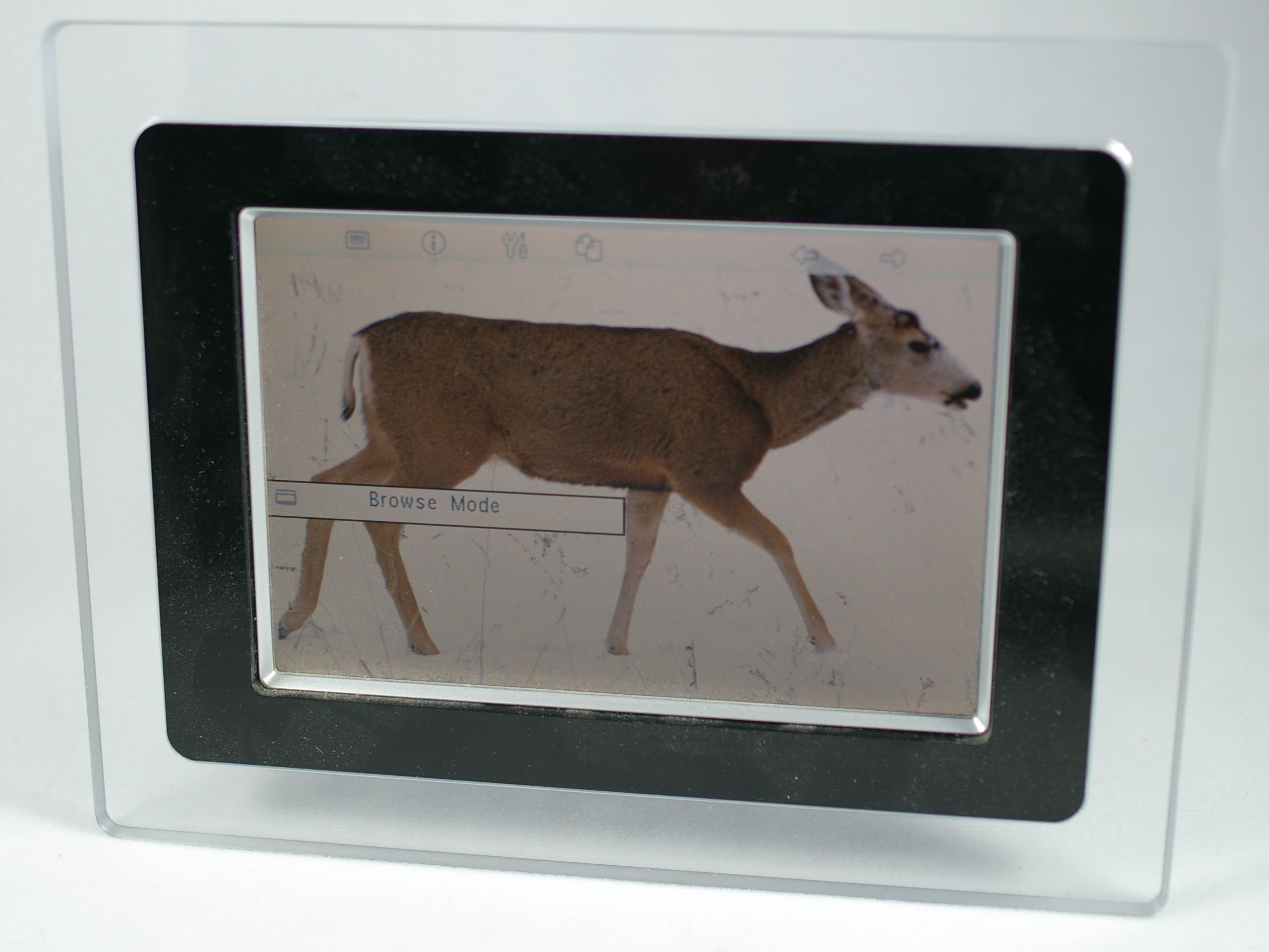

الإطار الرقمي (بالإنجليزية: Digital photo frame)‏ هو جهاز إلكتروني صغير لعرض الصور الرقمية أو مواد فيديو بطريقة تحاكي إطار الصور العادي. يتألف الإطار الرقمي أساسا من شاشة TFT ووحدة لتحويل البيانات وبطاقة ذاكرة (Memory Card). يتزوّد الجهاز بالطاقة عن طريق الشبكة الكهربائية أو عن طريق البطارية ويتحصل على البيانات من بطاقة الذاكرة، عن طريق (كابل / لاسلكية(WLAN))، بلوتوث، أو عبر الاتصال بالإنترنت.
يتمتع الجهاز منذ بداية هذه الألفية بشعبية كبيرة ويرجع هذا إلى انخفاض كبير في تكاليف إنتاج الشاشات. العديد من النماذج يحتوي إمكانية تغيير الصور.

## الفئات
تنقسم الأطر الرقمية إلى ثلاث فئات:
1. إطار رقمي بسيط يمكن حقا يعرض الصور فقط (من نوع JPEG)
2. إطار رقمي "Multimedia" بسيط: بِالإِضَافَةِ إلى الصور بإمكانه عرض الموسيقى والفيديو
3. إطار رقمي "Multimedia" مطوّر: بعض نماذج من هذه الفئة يستطيع أيضا الاتصال بالإنترنت وتحميل صور عن طريق خدمة ال آر إس إس (RSS)، البريد الإلكتروني أو مواقع مثل فليكر أو بيكاسا. وكثير من هذه النماذج أيضا لها قدرة على تبادل الصور لاسلكيا في ما بينها.